# Lý thuyết Flypaper (quân sự)
Lý thuyết Flypaper là chiến lược dùng trong lĩnh vực quân sự. Lý thuyết này là ý tưởng thu hút quân đội kẻ thù đến một khu vực chọn sẵn, nơi sẽ dễ dàng hơn để tiêu diệt họ.

## Trận Điện Biên Phủ 1954
Quân đội Pháp sau nhiều năm chiến tranh ở Việt Nam đã sa lầy vào một cuộc chiến tranh du kích kéo dài. Henri Navarre đã lên kế hoạch để xây dựng Điện Biên Phủ thành căn cứ khổng lồ đe dọa vùng tây bắc Việt Nam, nhằm thu hút quân chủ lực Việt Minh với mục đích nghiền nát họ trong một cuộc chiến tranh thông thường.

## Chiến tranh Iraq
Có lẽ mô tả tốt nhất về những lợi ích của chiến lược này được đưa ra bởi Tổng tư lệnh quân đội Mỹ Ricardo Sanchez, chỉ huy lực lượng bộ binh của Mỹ tại Iraq:
"Đây là điều tôi gọi là nam châm hút khủng bố ở Mỹ hiện diện ở Iraq, tạo ra mục tiêu cơ hội.... Nhưng đây chính xác là nơi chúng ta muốn chiến đấu với họ.... Điều này sẽ giúp người dân Mỹ vượt qua bằng việc ngăn các cuộc tấn công của họ (khủng bố) trở lại Hoa Kỳ".